# Коррейя, Жуан (футболист)
Жуа́н Пе́дру Арау́жу Корре́йя (порт. João Pedro Araújo Correia; род. 5 сентября 1996, Сетубал, Португалия) — португальский и кабо-вердианский футболист, правый полузащитник клуба «Пафос» и сборной Кабо-Верде.

## Биография
Жуан Коррейя родился 5 сентября 1996 года в Сетубале, Португалия, в семье выходцев из Кабо-Верде.
Футболом стал заниматься в 9 лет в академии «Амарелуша». Также проходил обучение в «Пальяване» и «Пиньяльновенсе», за который после дебютирует на профессиональном уровне. Первый матч за клуб провёл 22 марта против «Фабрила». В том же матче забил свой первый гол за клуб, оформленный на второй добавочной минуте второго тайма. Встреча закончилась победой со счётом 2:0. Всего за клуб провёл семь матчей, в которых отметился пятью голами.
1 июля 2015 года игрок переходит в «Гимарайнш». Выступать стал за второй состав клуба. Первый матч за клуб провёл 8 августа против «Санта-Клары». Встреча закончилась минимальным поражением со счётом 1:0. Первый гол за клуб забил в матче против «Атлетику КП». Своим голом на 69-й минуте матча открыл счёт голам команды, итоговый счёт встречи — ничья 3:3. Всего за клуб провёл 95 матчей, в которых отметился 11 голами.
26 августа 2019 года перешёл в «Шавеш» на правах аренды. Первый матч за клуб провёл 1 сентября против «Пенафиела». Встреча закончилась победой со счётом 2:1.
Летом 2020 года перешёл в «Шавеш» на постоянной основе. Первый гол за клуб забил 23 сентября в матче против второго состава «Бенфики». Мяч в ворота соперника забил уже на первой минуте встречи, итоговый счёт которой — победа 4:3.

## Карьера в сборной
За сборную Кабо-Верде дебютировал 23 марта 2022 года в товарищеском матче против сборной Гваделупы. Встреча закончилась победой со счётом 2:0.
Был включён в состав сборной на Кубок африканских наций 2023, но отказался от участия в турнире по личным причинам.